# Calpinae
De Calpinae zijn een onderfamilie van vlinders uit de familie van de spinneruilen (Erebidae). Deze grote onderfamilie bestaat uit drie monofyletische geslachtengroepen, de Calpini, de Ophiderini en de Phyllodini. De onderfamilie werd eerder taxonomisch ingedeeld bij de familie van de uilen (Noctuidae).

## Geslachten
(Indicatie van aantallen soorten per geslacht tussen haakjes)
- Abolla  (1)
- Abriesa  (1)
- Acanthermia  (46)
- Acanthoprora  (1)
- Acolasis  (39)
- Acygnatha  (5)
- Achaeops  (1)
- Acharya  (2)
- Adiopa  (1)
- Adra  (2)
- Adris  (4)
- Adyroma  (1)
- Agamana  (1)
- Aglossostola  (1)
- Araeognatha  (13)
- Asticta  (32)
- Baecula  (1)
- Bamra  (11)
- Baniana  (23)
- Baorisa  (4)
- Baputa  (2)
- Barcita  (18)
- Bathystolma  (1)
- Batina  (1)
- Batracharta  (11)
- Bavilia  (1)
- Belciana  (15)
- Bematha  (2)
- Bendisodes  (4)
- Bendisopis  (1)
- Biagicola  (1)
- Bithiga  (2)
- Bocula  (26)
- Bolica  (1)
- Bonaberiana  (3)
- Boryza  (2)
- Boryzops  (2)
- Brachycyttara  (1)
- Brachyona  (1)
- Bradunia  (5)
- Brana  (1)
- Brontypena  (4)
- Bryograpta  (1)
- Bucinna  (2)
- Bulia  (6)
- Buzara  (2)
- Cabralia  (3)
- Caduca  (1)
- Calesidesma  (1)
- Calesiodes  (1)
- Calydia  (4)
- Calymniops  (1)
- Canatha  (2)
- Capelica  (1)
- Capis  (1)
- Carillade  (1)
- Caroga  (1)
- Carpheria  (1)
- Carpholithia  (1)
- Carsina  (8)
- Cataloxia  (1)
- Catamelas  (1)
- Catephiona  (1)
- Cecharismena  (2)
- Cephena  (1)
- Ceroctena  (1)
- Ceromacra  (5)
- Cissusa  (3)
- Cladenia  (1)
- Clapra  (8)
- Clapronia  (1)
- Clargia  (1)
- Clytomorpha  (1)
- Coarica  (1)
- Codonodes  (3)
- Coenobela  (2)
- Coeriana  (22)
- Cofimpacia  (3)
- Colnettia  (1)
- Complutia  (1)
- Concana  (5)
- Condate  (7)
- Conosema  (2)
- Corcobara  (1)
- Corrha  (2)
- Corsa  (5)
- Corubia  (1)
- Coruncala  (1)
- Coxina  (8)
- Craptignapa  (1)
- Crenularia  (1)
- Crioa  (11)
- Crithote  (3)
- Crypsiprora  (4)
- Cryptastria  (1)
- Cryptochrostis  (4)
- Cryptochrysa  (1)
- Ctypansa  (2)
- Culasta  (1)
- Cultripalpa  (3)
- Cyclodes  (5)
- Cyclopteryx  (2)
- Cymatophoropsis  (6)
- Cymoblemma  (1)
- Cyttaralopha  (1)
- Chamyna  (4)
- Chelaprora  (1)
- Chibidokuga  (2)
- Chilkasa  (1)
- Chitasida  (2)
- Chodda  (3)
- Chrysograpta  (1)
- Chrysorithrum  (3)
- Daddala  (12)
- Dahlia  (7)
- Deinopa  (35)
- Deinypena  (19)
- Delgamma  (2)
- Delocoma  (1)
- Diagrapta  (5)
- Dialithis  (1)
- Dialoxa  (2)
- Diapera  (2)
- Diapolia  (1)
- Diascia  (3)
- Diatenes  (8)
- Dierna  (4)
- Dinumma Walker, 1858 (10)
- Diodines  (1)
- Diomea  (4)
- Diopa  (4)
- Diphthera  (1)
- Discosema  (1)
- Dolichosomastis  (4)
- Donacesa  (2)
- Donda  (5)
- Dordura  (1)
- Drasteriodes  (9)
- Drepanoblemma  (2)
- Drepanofoda  (1)
- Drepanoperas  (1)
- Drepanorhina  (1)
- Dunira  (9)
- Dyomyx  (19)
- Dyops  (10)
- Dysglyptogona  (5)
- Eccrita  (3)
- Eclipsea  (3)
- Ectogonia  (4)
- Edmondsia  (1)
- Edyma  (1)
- Egnasides  (1)
- Egone  (3)
- Elecussa  (1)
- Elegocampa  (1)
- Elixoia  (1)
- Elousa  (6)
- Elygea  (2)
- Empelathra  (2)
- Encruphion  (5)
- Eopaectes  (1)
- Ephyrodes  (7)
- Epicarsia  (2)
- Epiconcana  (2)
- Epicyrtica  (1)
- Epidromia  (11)
- Epigrypodes  (1)
- Episparina  (5)
- Episparonia  (1)
- Epitausa  (23)
- Eporectis  (3)
- Equatosypna  (1)
- Erastriopis  (4)
- Erebostrota  (5)
- Erebothrix  (1)
- Eremnophanes  (1)
- Ericeia  (37)
- Eriocera  (1)
- Eromidia  (1)
- Erygia  (2)
- Escua  (3)
- Eubryopterella  (1)
- Eucatephia  (2)
- Euclystis  (43)
- Eudesmeola  (2)
- Eudocima  (10)
- Eudyops  (3)
- Eugrammodes  (1)
- Eugrapta  (3)
- Eulepidotis  (90)
- Eumichtochroa  (1)
- Eupalindia  (2)
- Eurogramma  (1)
- Euryschema  (1)
- Eurythmus  (1)
- Eusimara  (1)
- Eutrinita  (1)
- Eutrogia  (4)
- Facidina  (3)
- Falana  (1)
- Felinia  (6)
- Ferenta  (4)
- Focillistis  (2)
- Focillodes  (6)
- Forsebia  (2)
- Freilla  (5)
- Gabara  (36)
- Gabyna  (5)
- Galanda  (1)
- Galleridia  (1)
- Gesonia  (15)
- Gigia  (2)
- Gigides  (3)
- Glenopteris  (4)
- Gloriana  (2)
- Glympis  (29)
- Gnathogonia  (1)
- Gonagyra  (1)
- Goniapteryx  (5)
- Goniocarsia  (2)
- Goniocraspedon  (2)
- Goniocraspidum  (2)
- Goniohelia  (5)
- Goniophila  (5)
- Gonippa  (1)
- Gonodonta  (45)
- Gonoglasa  (4)
- Gonuris  (2)
- Gorgone  (11)
- Gracilopsis  (1)
- Gracillina  (1)
- Graphigona  (3)
- Habershonia  (1)
- Habrostolodes  (2)
- Hamodes  (8)
- Haritalopha  (2)
- Helia  (19)
- Helionycta  (1)
- Hemeroblemma  (39)
- Hemeroplanis  (6)
- Hemicephalis  (8)
- Hemichloridia  (1)
- Heoeugorna  (4)
- Herpoperasa  (1)
- Heteromala  (2)
- Heteropygas  (8)
- Heterormista  (3)
- Heteroscotia  (1)
- Heterospila  (1)
- Hirsutipes  (2)
- Hirsutopalpis  (1)
- Homodes  (10)
- Hondryches  (11)
- Hopetounia  (4)
- Hubnerius  (1)
- Hulodes  (8)
- Hulypegis  (1)
- Hurworthia  (1)
- Hyamia  (9)
- Hyperbaniana  (1)
- Hypocala  (21)
- Hypoprora  (3)
- Hyposemansis  (6)
- Hypostrotia  (1)
- Hyposypnoides  (3)
- Hypotrisula  (1)
- Hypsoropha  (3)
- Ianius  (1)
- Idicara  (1)
- Ilsea  (4)
- Iontha  (3)
- Ipnista  (2)
- Iranada  (6)
- Isogona  (11)
- Isoura  (2)
- Itonia  (6)
- Jochroa  (1)
- Juncaria  (2)
- Kakopoda  (1)
- Khadira  (3)
- Lacera  (11)
- Lampadephora  (1)
- Lasiopoderes  (1)
- Latebraria  (2)
- Latirostrum  (2)
- Laugasa  (1)
- Leiostola  (1)
- Leistera  (4)
- Lephana  (4)
- Lepidodes  (2)
- Leptotroga  (3)
- Lesmone  (2)
- Letis  (32)
- Leucotela  (2)
- Lignicida  (1)
- Lineopalpa  (1)
- Lithosiopsis  (1)